# Aster ovatus
Aster ovatus là một loài thực vật có hoa trong họ Cúc. Loài này được (Franch. & Sav.) Mot.Ito & Soejima mô tả khoa học đầu tiên năm 1995.